# Felix English
Felix English (Brighton, 11 oktober 1992) is een in Engeland geboren Iers baan- en wegwielrenner.

## Palmares

### Baanwielrennen
| Jaar  | IK                    | EK                       | WK                          | Overig                                                |
| Elite | Elite                 | Elite                    | Elite                       | Elite                                                 |
| ----- | --------------------- | ------------------------ | --------------------------- | ----------------------------------------------------- |
| 2015  |                       | 9e afvalkoers            |                             |                                                       |
| 2016  |                       | 5e scratch 7e omnium     | 10e scratch                 |                                                       |
| 2017  | omnium                | 5e omnium 7e koppelkoers | 6e koppelkoers 19e scratch  | WB Los Angeles: · koppelkoers · Paarl 6               |
| 2018  |                       | 8e scratch 10e omnium    | 9e koppelkoers 19e omnium   |                                                       |
| 2019  | koppelkoers · scratch |                          | 11e koppelkoers 18e scratch | WB Glasgow: · scratch · Europese Spelen: · 4e scratch |
| 2020  |                       |                          | 11e koppelkoers 11e scratch |                                                       |
| 2021  |                       |                          |                             | Olympische Spelen: DNF Koppelkoers                    |

## Ploegen
- 2012 –  Rapha Condor-Sharp
- 2013 –  Rapha Condor JLT
- 2014 –  Rapha Condor JLT
- 2015 –  JLT Condor
- 2016 –  Madison-Genesis